# 拉克吕斯和米茹
拉克吕斯和米茹（法語：La Cluse-et-Mijoux，法語發音：[la klyz e miʒu]）是法国杜省的一个市镇，位于该省南部，属于蓬塔利耶区。该市镇于1790-1794年间由拉克吕斯（La Cluse）和米茹（Mijoux）合并而成。

## 地理
拉克吕斯和米茹（46°52'19"N, 6°22'43"E）面积22.5 平方千米，位于法国勃艮第-弗朗什-孔泰大區杜省，该省份为法国东部内陆省份，北起上索恩省，西接汝拉省，东部及东南部与瑞士接壤，东北部与贝尔福地区省接壤。
与拉克吕斯和米茹接壤的市镇（或旧市镇、城区）包括：蓬塔利耶、蒙佩勒、瓦和帕莱、韦里耶尔德茹、旧莱索皮托。
拉克吕斯和米茹的时区为UTC+01:00、UTC+02:00（夏令时）。

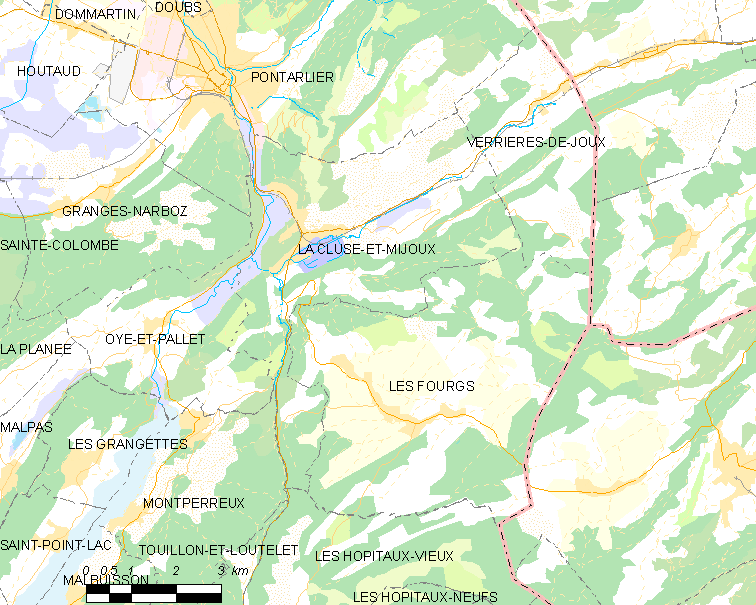
拉克吕斯和米茹的OSM定位图

## 行政
拉克吕斯和米茹的邮政编码为25300，INSEE市镇编码为25157。

## 政治
拉克吕斯和米茹所属的省级选区为蓬塔利耶县。

## 交通
法国国道N57线纵贯南北，另有杜省省道D6线、D44线、D67B线和D437线等经过境内。

## 人口

1962-2008年间拉克吕斯和米茹人口变化图示

拉克吕斯和米茹于2022年1月1日时的人口数量为1317人。